# Programa de Importación Comercial
El Programa de Importación Comercial, a veces conocido como Programa de Importación de Productos Básicos (PIC), fue un acuerdo de ayuda económica entre Vietnam del Sur y su principal colaborador, Estados Unidos. Duró desde enero de 1955 hasta la caída de Saigón en 1975 y la disolución de Vietnam del Sur tras la invasión de Vietnam del Norte después de que las fuerzas estadounidenses se retiraran del país debido al acuerdo de alto el fuego de 1973.
Se trataba de un plan comercial diseñado para inyectar grandes cantidades de capital estadounidense en la economía survietnamita con el fin de impulsar su industrialización, crecimiento y autosuficiencia, sin incurrir en los altos niveles de inflación que normalmente se producirían con una inyección de dinero tan drástica.
El CIP era un plan por el que se entregaban dólares estadounidenses a la tesorería del gobierno survietnamita. A empresarios seleccionados se les concedían licencias de importación que les permitían comprar dólares estadounidenses con moneda survietnamita a un tipo de cambio muy inferior al valor de mercado.
Los importadores utilizaban entonces su moneda estadounidense para comprar bienes de EE. UU., mientras que el gobierno de Saigón conservaba la moneda survietnamita pagada por los empresarios para financiar el ejército y la administración pública. El objetivo del mecanismo era inyectar grandes cantidades de dinero en la economía de forma indirecta, a través de bienes materiales, para evitar la inflación.
Sin embargo, la iniciativa no generó mucho desarrollo económico, ya que los titulares de las licencias gastaron la mayor parte de sus fondos en bienes de consumo.
El principal efecto del paquete de ayuda fue una rápida expansión de la clase media y alta urbana, mientras que la vida de la mayoría rural de Vietnam del Sur permaneció prácticamente inalterada. Esto sirvió para aumentar el resentimiento antigubernamental entre los campesinos, al tiempo que consolidaba el apoyo urbano al gobierno de Saigón. Los funcionarios estadounidenses eran conscientes del fracaso del programa para impulsar el desarrollo económico, pero no intentaron desviar el gasto hacia la inversión, ya que consideraban muy importante la solidificación del apoyo urbano al gobierno.
También utilizaron la dependencia de la clase urbana del PIC para lograr cambios políticos en Vietnam del Sur.
En 1963, cuando Estados Unidos quiso presionar al gobierno de Ngo Dinh Diem después de que la alianza empezara a tambalearse, cortó la financiación como gesto de desaprobación de Diem a la clase funcionarial y militar urbana. Tras el derrocamiento y asesinato del líder survietnamita en un golpe de Estado respaldado por Estados Unidos, se reanudó el PIC.

## Historia

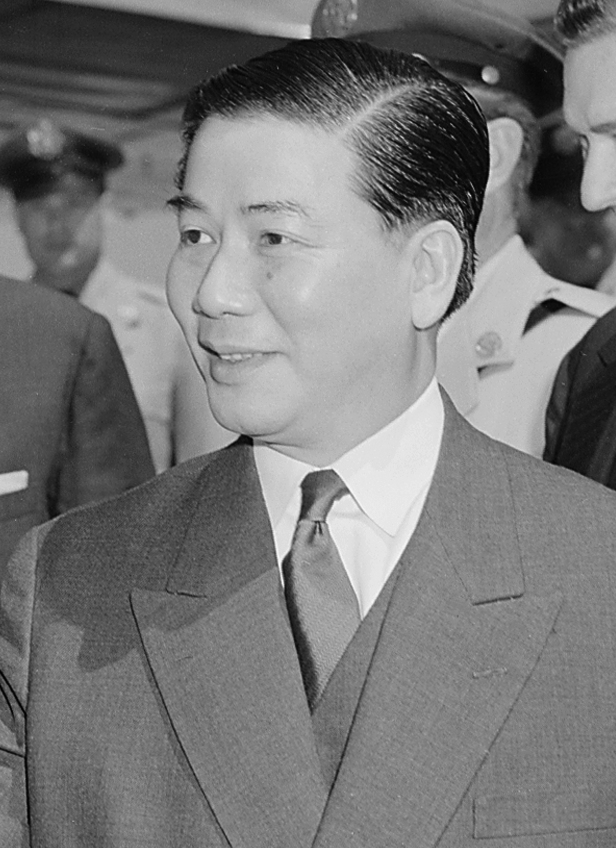
Presidente Ngo Dinh Diem

Durante la Segunda Guerra Mundial, el Japón Imperial atacó Indochina y arrebató el control a Francia, pero cuando los Aliados los derrotaron en 1945, se produjo un vacío de poder. El Vietminh de Ho Chi Minh, dominado por los comunistas, luchó por la independencia de Vietnam, mientras que los franceses intentaron recuperar el control de su colonia creando el Estado de Vietnam, aliado de la Unión Francesa. Hasta 1954, se libró la primera guerra de Indochina. En 1954, los franceses perdieron la batalla de Dien Bien Phu y se celebró la Conferencia de Ginebra para determinar el futuro de la Indochina francesa. Al Vietminh se le concedió el control de Vietnam del Norte, mientras que el Estado de Vietnam controlaba el territorio al sur del paralelo 17º. Los acuerdos de Ginebra, que el Estado de Vietnam no firmó, preveían la celebración de elecciones para la reunificación en 1956. El Estado de Vietnam recibió el apoyo de Estados Unidos y otros países anticomunistas en plena Guerra Fría, que lo consideraban un socio en la lucha contra la expansión del comunismo.
El Programa de Importación Comercial se creó en enero de 1955, inmediatamente después de que Francia transfiriera la influencia directa que le quedaba sobre el Estado de Vietnam al jefe de Estado, el ex emperador Bảo Đại y su primer ministro Ngo Dinh Diem. Los estadounidenses y Diem temían una victoria electoral comunista y nunca se celebraron comicios nacionales. En octubre, Diem se autoproclamó presidente de la recién formada República de Vietnam tras ganar un referéndum fraudulento, y la ayuda continuó, ya que Estados Unidos quería construir un Estado anticomunista fuerte y estable en el sudeste asiático. Cuando el programa se introdujo por primera vez, generó turbulencias para los comerciantes importadores de Vietnam. Como gran parte de las importaciones hasta ese momento procedían de Francia, los comerciantes que dependían de la venta de productos franceses se encontraron en dificultades, ya que sus mercancías serían ahora más caras que las de los titulares de licencias de importación, que ahora tenían acceso a alternativas estadounidenses más baratas. Los proveedores de productos franceses amenazaron con organizar una huelga, pero ésta nunca llegó a materializarse. En aquel momento, Vietnam del Sur también sufría una falta de reservas de divisas y el CIP se consideró un mecanismo urgente para remediarlo.  La introducción del PIC supuso un nuevo nivel de liberalismo económico y capitalismo sin precedentes y, al principio, la clase empresarial tuvo dificultades para hacer frente a los retos de un mercado desregulado, lo que provocó una serie de importantes escaseces y excedentes de diversos bienes debido a su inexperiencia a la hora de juzgar las fuerzas del mercado y los desequilibrios resultantes en la economía. Inicialmente se recibieron 25.000 solicitudes de licencias de importación, muchas de ellas procedentes de especuladores. En los primeros años de la iniciativa, una parte de la financiación estadounidense del PIC procedía de los ingresos de la venta de excedentes de productos agrícolas estadounidenses a Francia.
Al iniciarse el programa en 1955, se concedieron unas 20.000 licencias CIP, pero se determinó que el progreso era demasiado difícil de gestionar, por lo que se redujo el número de licencias y se obligó a la gente a reunirse en conglomerados para acceder al plan. Al principio, la inflación se consideraba una preocupación tan acuciante que había muy pocas limitaciones sobre lo que se podía importar, siendo las restricciones más notables el alcohol y las joyas. Se razonó que más restricciones a las importaciones causarían una falta de oferta de bienes, provocando subidas de precios. Sin embargo, las restricciones se incrementaron en los tres años siguientes hasta una media de 75.
En 1955, Washington inyectó 322,4 millones de dólares en Vietnam del Sur, y el historiador George McTurnan Kahin calculó que el 87% de esa cantidad procedía del PIC. Desde finales de 1955, cuando Diem tomó el control total del país tras derrocar a Bảo Đại y declararse presidente, hasta 1961, Estados Unidos proporcionó a Saigón 1.447 millones de dólares en ayuda, en su mayor parte a través del CIP. Además, se concedieron 95,6 millones de dólares en préstamos. En 1958 y 1959, el CIP representó alrededor del 80% de la ayuda económica. En 1960, Diem había acumulado 216,4 millones de dólares en reservas. Durante la era Diem, alrededor del 43% de los ingresos del CIP se destinaron a gastos militares. El importe de la ayuda del CIP alcanzó un máximo de 398 millones de dólares en 1966 y comenzó a descender a partir de entonces, hasta llegar a 233 millones de dólares en 1973.

## Método económico
El programa utilizaba subvenciones a la importación para inyectar dólares estadounidenses en las arcas de Vietnam del Sur. Los regímenes vendían estos dólares a empresarios que tenían licencias para importar productos estadounidenses. Los empresarios compraban los dólares del tesoro de Saigón con sus piastras survietnamitas a la mitad del tipo de cambio oficial; luego utilizaban esta moneda estadounidense adquirida a bajo precio para importar productos estadounidenses. Esto significaba que los fabricantes estadounidenses seguían obteniendo la misma cantidad de divisas que habrían recibido por vender sus productos en el mercado libre, mientras que los importadores survietnamitas podían obtener el doble de productos por el mismo dinero. Las piastras que el gobierno de Saigón recaudaba por la venta de los dólares de ayuda estadounidense debían depositarse en un fondo del Banco Nacional de Vietnam, que se utilizaría para financiar la expansión y el entrenamiento del Ejército de la República de Vietnam, la policía nacional y la administración pública.
Durante el gobierno de Diem, la mayor parte de los gastos militares, policiales y de servicios públicos los pagaba Estados Unidos a través del PIC. Como el dinero extra no circulaba realmente en la economía survietnamita y competía por la misma oferta de bienes y servicios, no se estimulaba la inflación. Un dispositivo fiscal similar se empleó en el paquete de ayuda del Plan Marshall para la reconstrucción de Europa Occidental tras la destrucción causada durante la Segunda Guerra Mundial. Un economista estadounidense describió el PIC como el «mayor invento desde la rueda».

## Operación
Aunque el plan era teóricamente sólido, resultó ineficaz para estimular el crecimiento económico. Durante la época de Diem, apenas hubo inversiones económicas significativas ni desarrollo de infraestructuras. Los empresarios utilizaron sobre todo las subvenciones a la importación para adquirir bienes de consumo como barcos, motocicletas, frigoríficos, radios, equipos de música y otros bienes similares, que en aquella época eran lujos. Por tanto, el programa fue eficaz para ampliar el tamaño de la clase media urbana, pero no generó mucha inversión económica. En 1957, se calculaba que al menos el 75% de los bienes importados eran bienes de consumo o materiales utilizados para producirlos. Sólo una minoría de las compras eran de bienes de capital, como equipos de fabricación y suministros para la producción de las fábricas. En 1959, la cantidad de ropa importada (24 millones de USD) fue sólo ligeramente inferior a la de maquinaria importada (28 millones de USD). Los fondos públicos generados por la venta de licencias de importación también se convirtieron en un problema, ya que la corrupción y el robo explícito mermaron su eficacia como medio de financiar al ejército y a la administración pública. Además, algunos funcionarios del gobierno no vendían las codiciadas licencias a los empresarios hasta que no se pagaba un soborno. Otra crítica al CIP era que los fondos recaudados por el gobierno no se utilizaban para ninguna inversión económica significativa del sector público, sino principalmente para financiar el ejército. Diem se defendió afirmando que la seguridad nacional era primordial.
Con el tiempo, la ineficacia del PIC empezó a preocupar a la administración Eisenhower, inquieta por la falta de industrialización. La corrupción que impregnaba la iniciativa seguía siendo un problema. Los campesinos de las zonas rurales de Vietnam, que constituían más del 80% de la población, no se vieron afectados por el paquete de ayuda, salvo por el resentimiento que les infundía al observar la relativa opulencia de sus homólogos de las ciudades en comparación con su propio estado de empobrecimiento. En 1961 se calculaba que el desempleo alcanzaba el 25% y que la inversión privada en la economía era inferior al 10%. Sin embargo, se atribuyó al programa el mérito de haber transformado la industria textil, ya que se importaron 25.000 máquinas de coser en su primer año de funcionamiento.
Phan Quang Dan, un político de la oposición anticomunista que fue el oponente más destacado de Diem y uno de los dos únicos disidentes que obtuvieron un escaño en las elecciones legislativas de 1959, pero que fue encarcelado por Diem y se le prohibió ocupar su cargo, declaró que «El Programa de Importación Comercial de Estados Unidos -que no nos cuesta nada- introduce a gran escala artículos de lujo de todo tipo, que nos proporcionan una sociedad artificial -condiciones materiales mejoradas que no suponen ningún sacrificio-. El Programa de Importación Comercial de EE. UU. -que no nos cuesta nada- introduce a gran escala artículos de lujo de todo tipo, que nos proporcionan una sociedad artificial -condiciones materiales mejoradas que no equivalen a nada, y ningún sacrificio-; aporta lujo a nuestro grupo dirigente y a la clase media, y el lujo significa corrupción".
Uno de los efectos políticos de la inyección masiva en la economía survietnamita fue la expansión de la clase media urbana y la disminución de la presión sobre el gobierno para recaudar impuestos. Esto se debió a que el gobierno había establecido unos elevados derechos de importación, que eran efectivamente el 50% del tipo de cambio recortado utilizado bajo el PIC; estos fondos también formaban parte de los ingresos normales, y no estaban sujetos a la supervisión estadounidense, a diferencia de los ingresos del fondo de contrapartida. Como resultado de los ingresos del derecho de importación, el impuesto sobre la renta era muy bajo, y sin la tasa progresiva del impuesto sobre la renta en la mayoría de los países, la clase alta no se vio afectada por los impuestos tanto como sus pares en otras naciones, y por lo tanto apoyó fuertemente a Diem. El tipo efectivo del impuesto sobre la renta no superaba el 5%, y el presidente survietnamita declaró en privado a un asesor del Grupo de la Universidad del Estado de Míchigan que estaba contento de que el PIC le hubiera permitido construir una gran base de apoyo entre la recién creada clase media y alta. Los administradores estadounidenses de la ayuda económica también eran conscientes de los efectos del PIC en el apoyo político urbano a Diem y sus sucesores. Eran conscientes de que el PIC no había producido avances sustanciales en el desarrollo económico, y así lo hicieron constar en sus informes, pero afirmaron que el programa debía continuar a pesar de todo, ya que era eficaz para enriquecer a la clase media urbana y garantizar su apoyo político, ganándose así la lealtad de oficiales militares, empresarios y funcionarios. Un informe de 1959 concluía que si el PIC desaparecía o se diluía hasta alcanzar niveles económicos de equilibrio, la consiguiente caída del nivel de vida crearía «graves problemas políticos» debido a la erosión del apoyo del gobierno entre la minoría urbana.
Como el PIC permitía a los titulares de licencias importar mercancías a mitad de precio, se consideraba prácticamente una garantía de éxito comercial, independientemente de la habilidad empresarial. Por ello, las licencias eran muy preciadas. Los que no confiaban en su capacidad de venta solían obtener pingües beneficios vendiendo su licencia a otros empresarios dispuestos, sobre todo porque la demanda superaba con creces a la oferta. Un informe del gobierno de EE. UU. de 1966 concluía que era posible garantizar un beneficio interno del 100% con las piastras, y que se podía obtener un beneficio del 50% utilizando los tipos de cambio del mercado negro y depositando el dinero en un banco estadounidense. Las autoridades también gravaban con otras 18 piastras por dólar los derechos de aduana sobre las mercancías importadas al país.
A pesar de sus beneficios políticos a corto plazo, el gobierno survietnamita también tenía quejas sobre la forma en que los estadounidenses establecieron el PIC. Diem y Nhu afirmaban que el papeleo que conllevaban las solicitudes de importación hacía que el proceso fuera demasiado lento y obstaculizaba el desarrollo de una economía emergente en la que la situación del mercado cambiaba con rapidez. En concreto, cualquier inversión en bienes de capital por parte de los importadores que costara más de 500.000 dólares necesitaba una revisión formal estadounidense antes de su aprobación. Nhu también criticó públicamente la política de revisión en varias ocasiones, citando varias inversiones privadas en infraestructuras que fueron bloqueadas por los administradores estadounidenses. Nhu y Diem consideraban que las regulaciones que los estadounidenses imponían al uso del fondo piaster obtenido de los importadores vietnamitas estaban ahogando su capacidad para acelerar el desarrollo, especialmente porque las revisiones de planificación y aprobación llevaban mucho tiempo.
A pesar de que el PIC tuvo el efecto de construir una base de clase media urbana para su régimen a través de la proliferación de bienes de consumo, Diem no estaba satisfecho con la situación, temiendo los efectos perjudiciales a largo plazo que la falta de inversión en bienes de capital tendría en su país. Se oponía especialmente a la cláusula de la normativa de importación que restringía la compra de bienes de capital a empresas que fueran totalmente privadas.  Esto resultó ser un gran obstáculo en varias áreas, ya que el gobierno survietnamita tenía la política de tener la propiedad mayoritaria de cualquier industria considerada de vital importancia nacional, así como la prohibición de que los extranjeros tuvieran una participación en dichas empresas. El embajador de Vietnam del Sur en EE. UU., Tran Van Chuong, protestó ante los estadounidenses por esta cláusula, sin éxito. Chuong escribió que la restricción estadounidense a la importación de bienes de capital «perpetúa la dependencia de esta ayuda», y que «la ayuda estadounidense sería más valiosa si se dedicara en parte a promover las capacidades industriales [del] país».
Con el tiempo, los economistas de la administración Eisenhower se sintieron frustrados por la negativa de Diem a devaluar el piaster una vez que la República de Vietnam se hubo convertido en una nación estable. Diem se negó a equiparar el tipo de cambio del PIC al tipo de cambio de mercado libre para las dos monedas. Aunque el tipo de cambio fijo significaba que los estadounidenses financiaban en gran medida la economía survietnamita y que las empresas importadoras podían obtener más bienes por su dinero, el tipo también significaba que los bienes de Vietnam del Sur no serían económicamente competitivos en el mercado de exportación. Diem era reacio a recortar el tipo de cambio, que estaba fijado en 35 piastras por dólar estadounidense, argumentando que disminuiría el valor de la ayuda estadounidense a Vietnam del Sur y socavaría el apoyo de la clase media urbana a su régimen, ya que se resentirían por la pérdida de sus bienes de consumo baratos y de lujo. En una reunión en Washington durante su visita de Estado en 1957, Diem dijo al secretario de Estado John Foster Dulles y al embajador Elbridge Durbrow que la devaluación desataría el pánico y que tal medida no era posible en un país de escasa producción como Vietnam. En 1963, el embajador estadounidense Frederick Nolting y sus asesores económicos exhortaron a Diem a gastar más fondos del CIP en desarrollo rural, en un intento de apuntalar el apoyo campesino ante la creciente presión comunista, pero fueron rechazados.
El 5 de octubre de 1963, Estados Unidos suspendió brevemente el CIP a raíz de la misión McNamara Taylor, una expedición de investigación a Vietnam del Sur llevada a cabo por el secretario de Defensa Robert McNamara y el jefe del Estado Mayor Conjunto, el general Maxwell D. Taylor, para investigar el progreso de la lucha contra la insurgencia comunista del Vietcong. El informe concluía que Diem no se estaba concentrando en la lucha contra la insurrección, sino que estaba preocupado por sofocar las protestas budistas a favor de la igualdad religiosa, como asaltar pagodas y disparar contra disidentes budistas. Una de las razones de la suspensión del PIC era dar a los oficiales militares una señal de que Washington estaba descontento con Diem y, por tanto, aumentar las perspectivas de un golpe de Estado, así como intentar fomentar el resentimiento urbano hacia Diem entre los que se habían beneficiado anteriormente del PIC. Otra era que Diem podría cambiar la orientación de su política de acuerdo con los deseos de Estados Unidos, aunque consideraban que esto era poco probable. La financiación se restableció a principios de noviembre de 1963, aproximadamente un mes después, tras la deposición y asesinato de Diem en un golpe militar.
El PIC continuó hasta la disolución de Vietnam del Sur en abril de 1975, cuando los comunistas invadieron Vietnam del Sur tras la retirada de las fuerzas estadounidenses después del acuerdo de alto el fuego de 1973. Kahin afirmó que «junto con otros elementos de apoyo económico estadounidense... amplió sustancialmente la clase media de Vietnam del Sur y ayudó a comprar su lealtad política tanto al régimen de Saigón como a su patrocinador estadounidense" y que “proporcionó los medios para un modo de vida que era tan artificial como la economía en la que se apoyaba”. Kahin afirmó que la iniciativa tuvo el efecto contrario a sus objetivos declarados, en el sentido de que promovió una creciente dependencia económica.